# Mariana de Abreu
Mariana de Abreu (n. Abrantes, hacia 1705) fue una escritora portuguesa del siglo XVIII.

## Biografía
Natural de la ciudad portuguesa de Abrantes, habría nacido en torno al año 1705.
Compuso un Catálogo de los portugueses insignes en armas, una Filosofía Moral y una Rhetórica Moderna. Diogo Manoel Ayres de Azevedo la incluyó en su Portugal illustrado pelo sexo femenino, noticia historica de muytas heroinas portuguesas, que floreceraõ em virtude, Letras, e Armas.
Cuando falleció, contaba apenas 17 años.